# تلال ماك ألبين
تلال ماك ألبين (بالإنجليزية: MacAlpine Hills)‏ا () هي سلسلة من التلال الخالية من الجليد بشكل رئيسي، في القارة القطبية الجنوبية، تمتد من جبل الظليم إلى الجنوب الغربي على طول الجانب الجنوبي من مثلجة لو، إلى مثلجة سولويستر. تم تسميته من قبل اللجنة الاستشارية للأسماء في القارة القطبية الجنوبية، نسبة إلى كينيث د. ماك ألبين (Kenneth D. MacAlpine)، البحرية الأمريكية الاحتياطية. عضو في أسطول البحرية الأمريكية VX-6، أُصيب ماك ألبين في حادث تحطم طائرة في لسان ماكموردو، أكتوبر 1956.